# Suli

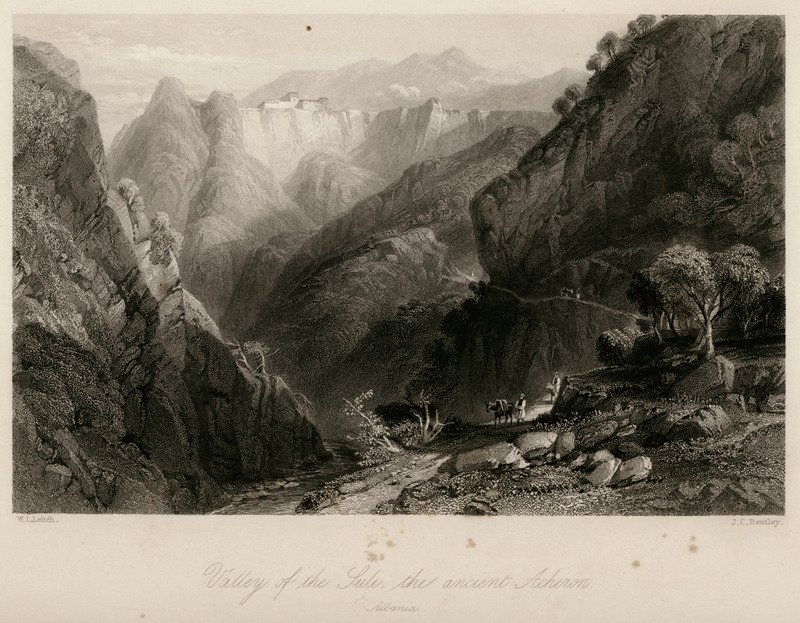
Suli, 1836

Suli (gr. Δήμος Σουλίου, Dimos Suliu) – gmina w Grecji, w administracji zdecentralizowanej Epir-Macedonia Zachodnia, w regionie Epir, w jednostce regionalnej Tesprotia. W 2011 roku liczyła 10 063 mieszkańców. Powstała 1 stycznia 2011 roku w wyniku połączenia dotychczasowych gmin Paramitia i Acherondas oraz wspólnoty Suli. Siedzibą gminy jest Paramitia, a historyczną siedzibą jest Samonida. 
Jej mieszkańcy, czyli Sulioci w XVIII i XIX wieku odegrali bardzo dużą rolę w procesie odzyskiwania przez Grecję niepodległości, przechodząc do narodowej legendy i kanonu greckiego wychowania szkolnego.